# Budapest–Párizs-víziút
A Budapest–Párizs-víziút egy folyami útvonal, amellyel könnyen el lehet jutni Budapestről nyugatra (az atlanti irányú folyókhoz), fő célpontként Párizsba vagy tovább, illetve vissza Budapestre vagy tovább. Az útvonal Regensburgig, illetve Strasbourgtól biztos, benne legnagyobb szerepet a Duna kap, az atlanti folyóvölgyekhez pedig a Rajna–Marne-csatorna juttat el. Az útvonal legnevesebb használója Széchenyi Ödön volt, aki 1867-ben járta be, amiért megkapta a francia Becsületrendet. Érkezésekor az első ember, aki fogadta, állítólag maga a híres író, Jules Verne volt.

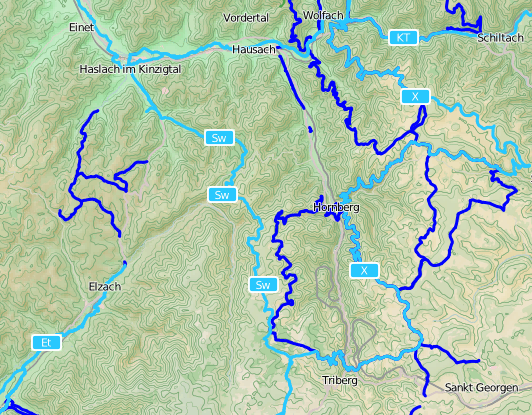
A St. Georgen im Schwarzwald és Haslach im Kinzigtal közti út

## Biztos szakaszok és városok
Az útvonal az egykori keleti és nyugati kelta települések nyomait is őrzi Ak-ink (Aquincum, Budapest) és Loutouchezi (Lutetia, Párizs) közt. Ezek többek közt (latin és jelenlegi nevükkel):
- Ak-ink (Aquincum, Budapest)
- Windobona (Vindobona, Bécs)
- Ratisbona (Castra Regina, Regensburg)

- Argentorate (Argentoratum, Strasbourg)
- Tull (Tullum Leucorum, Toul)
- Loutouchezi (Lutetia, Párizs)

Regensbourg és Strasbourg között több lehetőség is áll rendelkezésre, ezek közül jelenleg csak a Rajna–Majna–Duna-csatorna járható tisztán vízi úton, ám ez kerülő. Donaueschingen felől két lehetőség is van rövid áthidalással: vagy a Wutach-patak felől, vagy a fő, Duna–Kinzig-útvonalon.

## A Duna–Kinzig-útvonal
A Rajna–Majna–Duna-csatorna általi jelentős kerülő nélkül a Budapest–Párizs-víziút Regensburg–Strasbourg szakasza fő útvonalának a Duna–Kinzig-útvonal számít. Közben Bajorföldön érinti még Ingolstadt városát, majd Új-Ulmból Württembergbe Ulmnál belépve még Sigmaringen található. Ez a fő útvonal a Duna egyik eredetét adó Brigach folyón át valósul meg.
A Kinzig–Donau-projekt keretén belül a XIX. században kidolgoztak egy tervet a Duna és a Kinzig folyó közti pár kilométeres szakaszon egy csatorna létrehozására, ez azonban eddig[mikor?] még nem valósult meg. Így ezen a fő útvonalon ezt a részt még át kell hidalni.
A Brigach forrása, a Brigachquelle St. Georgen im Schwarzwald településnél található, innen észak-északkeleti irányú úton, mintegy félóra alatt érjük el az első patakokat (Sommerau, Nussbach leginkább) Hazlach im Kinzigtal irányába, ahonnan a Kinzig folyón Strasbourg, majd onnan a Rajna–Marne-csatorna segítségével Toul városa következik, majd a Marne – először mellékfolyói által –, mely segítségével Párizs elővárosaiba lehet eljutni.